# Speyeria atlantis
Speyeria atlantis är en fjärilsart som beskrevs av Edwards 1862. Speyeria atlantis ingår i släktet Speyeria och familjen praktfjärilar. Inga underarter finns listade i Catalogue of Life.

## Bildgalleri

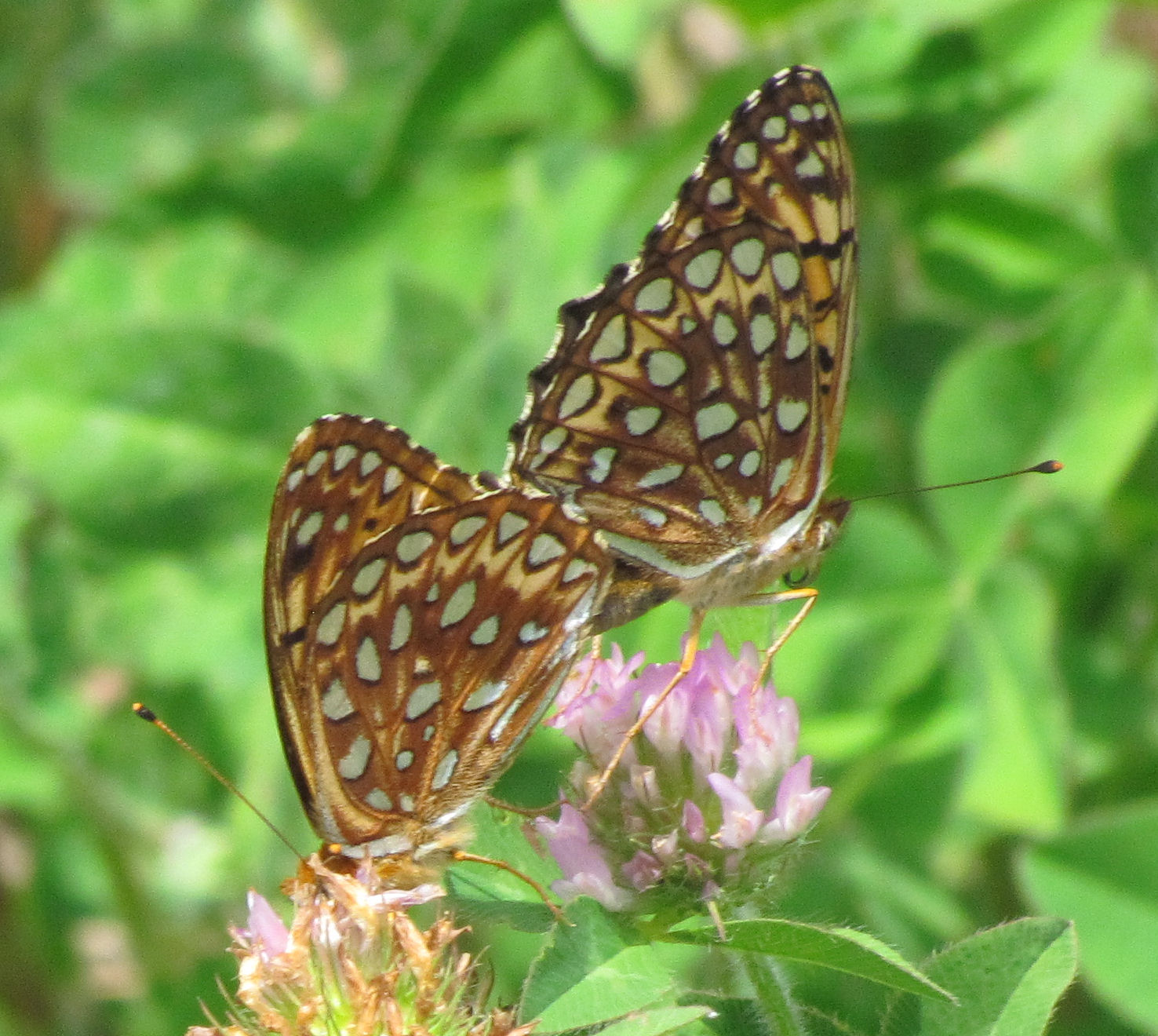